# Processo alla città
Processo alla città («Proceso a la ciudad» o «Juicio a la ciudad» en español) es una película dramática italiana de 1952 dirigida por Luigi Zampa y protagonizada por Amedeo Nazzari, que se basa en una revisión de los asesinatos de Cuocolo y la lucha por el control de Nápoles por parte de la Camorra a principios del siglo XX. Se considera la película más lograda de Zampa. Fue inscrito en el 3er Festival Internacional de Cine de Berlín.

## Reparto
- Amedeo Nazzari como Juez Spicacci.
- Silvana Pampanini como Liliana Ferrari.
- Paolo Stoppa como Perrone.
- Dante Maggio como Armando Capezzuto.
- Franco Interlenghi como Luigi Esposito.
- Irène Galter como Nunziata.
- Gualtiero Tumiati como Consigliere Capo.
- Rino Genovese como Mimì.
- Tina Pica como Cocinero del restaurante.
- Turi Pandolfini como Don Filippetti.
- Mariella Lotti como Elena.
- Franca Tamantini
- Bella Starace Sainati
- Agostino Salvietti